# Alf Sjöberg
Alf Sjöberg (Estocolmo, 21 de junio de 1903-Estocolmo, 16 de abril de 1980) fue un director de cine y de teatro sueco.

## Biografía
Sjöberg nació en 1903, hijo de C. E. Sjöberg e Elisabeth Wickberg. Estudió arte dramático y entre 1923 y 1925 fue alumno del Dramaten (Kungliga Dramatiska Teatern). Al mismo tiempo, empezó a trabajar en la radio y en el cine como actor y guionista. Dirigió su primer drama cinematográfico, Den starkaste, en 1929. Dada la limitada producción cinematográfica sueca en ese momento, no volvió a rodar hasta 1940.
De un modo muy distinto, en 1944 dirigió Hets, con guion de Ingmar Bergman. Hets se difundió mucho al ganar la Palma de Oro en el Festival Internacional de Cine de Cannes en 1946. La película estuvo producida por el director Victor Sjöström, encargado por entonces de la productora nacional, Svensk Filmindustri. Luego, hizo algunos filmes intimistas como Iris och löjtnantshjärta (1946) y un filme naturalista, Bara en mor (1949).
Sjöberg volvió a obtener la Palma de Oro en el Festival Internacional de Cine de Cannes en 1951 por La señorita Julie, la cual fue galardonada junto con Milagro en Milán de Vittorio de Sica. La película fue adaptación de la obra La señorita Julia de August Strindberg. Posteriormente, en 1953, dirigió Barrabás, basada en la novela del premio Nobel Pär Lagerkvist. Su última película, de 1969, Fadern, está basada en otra obra de Strindberg, El padre.
A pesar de su éxito con veinte filmes, Sjöberg fue, sobre todo, un director de teatro en el Kungliga Dramatiska Teatern entre 1930 y 1980. En los años cuarenta él empezó a dirigir obras teatrales y durante su carrera llevó a cabo 138 montajes tanto de obras clásicas (Shakespeare, Molière, Ibsen, Strindberg) como modernas (O'Neill, Brecht, García Lorca y A. Miller). En los años sesenta, además, Sjöberg dio entrada a Brecht en el Dramaten (y en el teatro sueco), gracias a la visita que el propio Sjöberg hizo al Berliner Ensemble de Berlín unos años antes. Sjöberg también fue un pionero en el teatro sueco para la televisión.
Sjöberg murió en un accidente automovilístico cuando se dirigía a un ensayo en el Dramaten en Estocolmo.

## Filmografía

### Como actor
- Resan bort (1945)
- Ådalens poesi (1928)
- Ingmarsarvet (1925)

### Como director
- Fadern (1969)
- Ön (1966)
- Domaren (1960)
- Sista paret ut (1956)
- Vildfåglar (1955)
- Karin Månsdotter (1955)
- Barabbas (1953)
- La señorita Julie (1951)
- Bara en mor (1949)
- Iris och löjtnantshjärta (1946)
- Resan bort (1945)
- Tortura (1944)
- Kungajakt (1944)
- Himlaspelet (1942)
- Hem från Babylon (1941)
- Den blomstertid (1940)
- Med livet som insats (1940)
- Den starkaste (1929)

### Como guionista
- Ön (1966)
- Domaren (1960)
- Vildfåglar (1955)
- Karin Månsdotter (1954)
- Fröken Julie (1951)
- Bara en mor (1949)
- Resan bort (1945)
- Himlaspelet (1942)
- Hem från Babylon (1941)
- Den blomstertid (1940)
- Med livet som insats (1940)

## Obras teatrales que dirigió
- La escuela de las mujeres de Molière (1980)
- Kollontaj de Agneta Pleijel (1979)
- Les Corbeaux de Henry Becque (1978)
- Mäster Olof de August Strindberg (1972)
- Madre Coraje y sus hijos de Bertolt Brecht (1965)
- El sueño de una noche de verano de Shakespeare (1956)
- El pato silvestre de Henrik Ibsen (1955)
- Romeo y Julieta de Shakespeare (1953)
- Muerte de un viajante de Arthur Miller (1949)
- La señorita Julia de August Strindberg (1949)
- John Gabriel Borkman de Henrik Ibsen (1947)
- Noche de reyes de Shakespeare (1946)
- Mucho ruido y pocas nueces de Shakespeare (1940)
- Deseo bajo los olmos de Eugene O'Neill (1933)
- Stor-Klas och Lill-Klas de Gustaf af Geijerstam (1930)
- Markurells i Wadköping de Hjalmar Bergman (1930)

## Premios y distinciones
Festival Internacional de Cine de Cannes
| Año  | Categoría   | Película          | Resultado |
| ---- | ----------- | ----------------- | --------- |
| 1946 | Gran Premio | Tortura           | Ganador   |
| 1951 | Gran Premio | La señorita Julie | Ganador   |